# BoJack Horseman/Episodenliste

Logo zur Serie

Diese Episodenliste enthält alle Episoden der US-amerikanischen Erwachsenen-Animationsserie BoJack Horseman, sortiert nach den US-amerikanischen Erstausstrahlungen. Die Fernsehserie umfasst insgesamt sechs Staffeln mit 76 Episoden und ein Weihnachtsspecial.

## Übersicht
| Staffel | Episodenanzahl | Erstveröffentlichung USA | Deutschsprachige Erstveröffentlichung |
| ------- | -------------- | ------------------------ | ------------------------------------- |
| 1       | 12 + 1         | 22. August 2014          | 16. September 2014                    |
| 2       | 12             | 17. Juli 2015            | 17. Juli 2015                         |
| 3       | 12             | 22. Juli 2016            | 22. Juli 2016                         |
| 4       | 12             | 8. September 2017        | 8. September 2017                     |
| 5       | 12             | 14. September 2018       | 14. September 2018                    |
| 6       | 8              | 25. Oktober 2019         | 25. Oktober 2019                      |
| 6       | 8              | 31. Januar 2020          | 31. Januar 2020                       |

## Staffel 1
Die erste Staffel wurde in den USA am 22. August 2014 auf Netflix veröffentlicht. Die deutschsprachige Erstveröffentlichung fand am 16. September 2014 auf Netflix statt.
| Nr. (ges.)         | Nr. (St.) | Deutscher Titel                                          | Originaltitel                                           | Erstveröffentlichung (USA) | Deutschsprachige Erstveröffentlichung (D/A/CH) | Regie           | Drehbuch             |
| ------------------ | --------- | -------------------------------------------------------- | ------------------------------------------------------- | -------------------------- | ---------------------------------------------- | --------------- | -------------------- |
| 1                  | 1         | BoJack Horseman: Die BoJack Horseman Story, Kapitel Eins | BoJack Horseman: The BoJack Horseman Story, Chapter One | 22. Aug. 2014              | 16. Sep. 2014                                  | Joel Moser      | Raphael Bob-Waksberg |
| 2                  | 2         | BoJack hasst die Armee                                   | BoJack Hates the Troops                                 | 22. Aug. 2014              | 16. Sep. 2014                                  | J.C. Gonzalez   | Raphael Bob-Waksberg |
| 3                  | 3         | Süßer Muffin                                             | Prickly-Muffin                                          | 22. Aug. 2014              | 16. Sep. 2014                                  | Martin Cendreda | Raphael Bob-Waksberg |
| 4                  | 4         | Zoës und Zeldas                                          | Zoës and Zeldas                                         | 22. Aug. 2014              | 16. Sep. 2014                                  | Amy Winfrey     | Peter A. Knight      |
| 5                  | 5         | Brüderding                                               | Live Fast, Diane Nguyen                                 | 22. Aug. 2014              | 16. Sep. 2014                                  | Joel Moser      | Caroline Williams    |
| 6                  | 6         | Das diabolisch deplatzierte D                            | Our A-Story is a ‘D’ Story                              | 22. Aug. 2014              | 16. Sep. 2014                                  | J.C. Gonzalez   | Scott Marder         |
| 7                  | 7         | Die große Depression                                     | Say Anything                                            | 22. Aug. 2014              | 16. Sep. 2014                                  | Martin Cendreda | Joe Lawson           |
| 8                  | 8         | Das Teleskop                                             | The Telescope                                           | 22. Aug. 2014              | 16. Sep. 2014                                  | Amy Winfrey     | Mehar Sethi          |
| 9                  | 9         | Sabotage                                                 | Horse Majeure                                           | 22. Aug. 2014              | 16. Sep. 2014                                  | Joel Moser      | Peter A. Knight      |
| 10                 | 10        | Setz niemals auf dasselbe Pferd                          | One Trick Pony                                          | 22. Aug. 2014              | 16. Sep. 2014                                  | J.C. Gonzalez   | Laura Gutin Peterson |
| 11                 | 11        | Depri-Ende                                               | Downer Ending                                           | 22. Aug. 2014              | 16. Sep. 2014                                  | Amy Winfrey     | Kate Purdy           |
| 12                 | 12        | Später                                                   | Later                                                   | 22. Aug. 2014              | 16. Sep. 2014                                  | Martin Cendreda | Raphael Bob-Waksberg |
| Weihnachts-Special |           |                                                          |                                                         |                            |                                                |                 |                      |
| 13                 | 13        | Sabrinas Weihnachtswunsch                                | Sabrina’s Christmas Wish                                | 19. Dez. 2014              | 19. Dez. 2014                                  | Joel Moser      | Raphael Bob-Waksberg |

## Staffel 2
Die zweite Staffel ist seit dem 17. Juli 2015 in den USA und in Deutschland auf Netflix abrufbar.
| Nr. (ges.) | Nr. (St.) | Deutscher Titel       | Originaltitel    | Erstveröffentlichung (USA) | Deutschsprachige Erstveröffentlichung (D/A/CH) | Regie         | Drehbuch                       |
| ---------- | --------- | --------------------- | ---------------- | -------------------------- | ---------------------------------------------- | ------------- | ------------------------------ |
| 14         | 1         | Nagelneue Couch       | Brand New Couch  | 17. Juli 2015              | 17. Juli 2015                                  | Amy Winfrey   | Raphael Bob-Waksberg           |
| 15         | 2         | Disneyland            | Yesterdayland    | 17. Juli 2015              | 17. Juli 2015                                  | J.C. Gonzalez | Peter A. Knight                |
| 16         | 3         | Schatzsuche           | Still Broken     | 17. Juli 2015              | 17. Juli 2015                                  | Amy Winfrey   | Mehar Sethi                    |
| 17         | 4         | Überraschung          | After the Party  | 17. Juli 2015              | 17. Juli 2015                                  | J.C. Gonzalez | Joe Lawson                     |
| 18         | 5         | Hühner                | Chickens         | 17. Juli 2015              | 17. Juli 2015                                  | Mike Roberts  | Joanna Calo                    |
| 19         | 6         | Liebe ist kompliziert | Higher Love      | 17. Juli 2015              | 17. Juli 2015                                  | J.C. Gonzalez | Vera Santamaria                |
| 20         | 7         | Hank am Abend         | Hank After Dark  | 17. Juli 2015              | 17. Juli 2015                                  | Amy Winfrey   | Kelly Galuska                  |
| 21         | 8         | Finden wir es heraus  | Let’s Find Out   | 17. Juli 2015              | 17. Juli 2015                                  | Matt Mariska  | Alison Flierl & Scott Chernoff |
| 22         | 9         | Die Szene             | The Shot         | 17. Juli 2015              | 17. Juli 2015                                  | Matt Mariska  | Elijah Aron & Jordan Young     |
| 23         | 10        | Ja und                | Yes And          | 17. Juli 2015              | 17. Juli 2015                                  | J.C. Gonzalez | Mehar Sethi                    |
| 24         | 11        | Flucht aus L.A.       | Escape From L.A. | 17. Juli 2015              | 17. Juli 2015                                  | Ali Winfrey   | Joe Lawson                     |
| 25         | 12        | Tango gefällig?       | Out to Sea       | 17. Juli 2015              | 17. Juli 2015                                  | Mike Roberts  | Elijah Aron & Jordan Young     |

## Staffel 3
Kurz nach der Veröffentlichung der zweiten Staffel gab Netflix bekannt, eine dritte Staffel der Serie bestellt zu haben. Die Staffel wurde am 22. Juli 2016 weltweit auf Netflix veröffentlicht.
| Nr. (ges.) | Nr. (St.) | Deutscher Titel                    | Originaltitel                 | Erstveröffentlichung (USA) | Deutschsprachige Erstveröffentlichung (D/A/CH) | Regie              | Drehbuch                       |
| ---------- | --------- | ---------------------------------- | ----------------------------- | -------------------------- | ---------------------------------------------- | ------------------ | ------------------------------ |
| 26         | 1         | Erzählt es allen weiter            | Start Spreading The News      | 22. Juli 2016              | 22. Juli 2016                                  | J.C. Gonzalez      | Joe Lawson                     |
| 27         | 2         | Die BoJack Horseman Show           | The BoJack Horseman Show      | 22. Juli 2016              | 22. Juli 2016                                  | Adam Parton        | Vera Santamaria                |
| 28         | 3         | BoJack tötet                       | BoJack Kills                  | 22. Juli 2016              | 22. Juli 2016                                  | Amy Winfrey        | Kelly Galuska                  |
| 29         | 4         | Ein Fisch auf dem Trockenen        | Fish Out of Water             | 22. Juli 2016              | 22. Juli 2016                                  | Mike Hollingsworth | Elijah Aron & Jordan Young     |
| 30         | 5         | Liebe und/oder Heirat              | Love And/Or Marriage          | 22. Juli 2016              | 22. Juli 2016                                  | J.C. Gonzalez      | Peter A. Knight                |
| 31         | 6         | Knall Knall, Peng Peng             | Brrap Brrap Pew Pew           | 22. Juli 2016              | 22. Juli 2016                                  | Amy Winfrey        | Joanna Calo                    |
| 32         | 7         | Medienkontrolle                    | Stop the Presses              | 22. Juli 2016              | 22. Juli 2016                                  | Adam Parton        | Joe Lawson                     |
| 33         | 8         | Eine alte Bekanntschaft            | Old Acquaintance              | 22. Juli 2016              | 22. Juli 2016                                  | J.C. Gonzalez      | Alison Flierl & Scott Chernoff |
| 34         | 9         | Das Beste, was jemals passiert ist | Best Thing That Ever Happened | 22. Juli 2016              | 22. Juli 2016                                  | Amy Winfrey        | Kate Purdy                     |
| 35         | 10        | Es liegt an dir                    | It’s You                      | 22. Juli 2016              | 22. Juli 2016                                  | Adam Parton        | Vera Santamaria                |
| 36         | 11        | Das geht echt gar nicht, Mann!     | That’s Too Much, Man!         | 22. Juli 2016              | 22. Juli 2016                                  | J.C. Gonzalez      | Elijah Aron & Jordan Young     |
| 37         | 12        | Na, das lief ja gut                | That Went Well                | 22. Juli 2016              | 22. Juli 2016                                  | Amy Winfrey        | Raphael Bob-Waksberg           |

## Staffel 4
Kurz nach der Veröffentlichung der dritten Staffel gab Netflix auf Twitter bekannt, eine vierte Staffel der Serie bestellt zu haben. Die Staffel wurde am 8. September 2017 weltweit auf Netflix veröffentlicht.
| Nr. (ges.) | Nr. (St.) | Deutscher Titel                          | Originaltitel               | Erstveröffentlichung (USA) | Deutschsprachige Erstveröffentlichung (D/A/CH) | Regie               | Drehbuch                   |
| ---------- | --------- | ---------------------------------------- | --------------------------- | -------------------------- | ---------------------------------------------- | ------------------- | -------------------------- |
| 38         | 1         | Mr. Peanutbutter kandidiert              | See Mr. Peanutbutter Run    | 8. Sep. 2017               | 8. Sep. 2017                                   | Amy Winfrey         | Peter A. Knight            |
| 39         | 2         | Bei den Sugarmans                        | The Old Sugarman Place      | 8. Sep. 2017               | 8. Sep. 2017                                   | Anne Walker Farrell | Kate Purdy                 |
| 40         | 3         | Hurra! Todd-Folge!                       | Hooray! Todd Episode!       | 8. Sep. 2017               | 8. Sep. 2017                                   | Aaron Long          | Elijah Aron & Jordan Young |
| 41         | 4         | Beginnen Sie mit dem Fracking            | Commence Fracking           | 8. Sep. 2017               | 8. Sep. 2017                                   | Matt Garofalo       | Joanna Calo                |
| 42         | 5         | Gedanken und Gebete                      | Thoughts and Prayers        | 8. Sep. 2017               | 8. Sep. 2017                                   | Amy Winfrey         | Nick Adams                 |
| 43         | 6         | Dummes Stück Scheiße                     | Stupid Piece of Sh*t        | 8. Sep. 2017               | 8. Sep. 2017                                   | Anne Walker Farrell | Alison Tafel               |
| 44         | 7         | Untergrund                               | Underground                 | 8. Sep. 2017               | 8. Sep. 2017                                   | Aaron Long          | Kelly Galuska              |
| 45         | 8         | The Judge                                | The Judge                   | 8. Sep. 2017               | 8. Sep. 2017                                   | Otto Murga          | Elijah Aron & Jordan Young |
| 46         | 9         | Ruthie                                   | Ruthie                      | 8. Sep. 2017               | 8. Sep. 2017                                   | Amy Winfrey         | Joanna Calo                |
| 47         | 10        | Ich liebe den kalifornischen Lifestyle!! | lovin that cali lifestyle!! | 8. Sep. 2017               | 8. Sep. 2017                                   | Anne Walker Farrell | Peter A. Knight            |
| 48         | 11        | Der Zeiger der Zeit                      | Time's Arrow                | 8. Sep. 2017               | 8. Sep. 2017                                   | Aaron Long          | Kate Purdy                 |
| 49         | 12        | Wie spät ist es jetzt                    | What Time Is It Right Now   | 8. Sep. 2017               | 8. Sep. 2017                                   | Tim Rauch           | Raphael Bob-Waksberg       |

## Staffel 5
Die fünfte Staffel wurde am 14. September 2018 weltweit auf Netflix veröffentlicht.
| Nr. (ges.) | Nr. (St.) | Deutscher Titel                   | Originaltitel            | Erstveröffentlichung (USA) | Deutschsprachige Erstveröffentlichung (D/A/CH) | Regie               | Drehbuch             |
| ---------- | --------- | --------------------------------- | ------------------------ | -------------------------- | ---------------------------------------------- | ------------------- | -------------------- |
| 50         | 1         | Die Glühbirnen-Szene              | The Light Bulb Scene     | 14. Sep. 2018              | 14. Sep. 2018                                  | Adam Parton         | Kate Purdy           |
| 51         | 2         | Die Hundstage sind vorbei         | The Dog Days Are Over    | 14. Sep. 2018              | 14. Sep. 2018                                  | Amy Winfrey         | Joanna Calo          |
| 52         | 3         | Geplante Überalterung             | Planned Obsolescence     | 14. Sep. 2018              | 14. Sep. 2018                                  | Aaron Long          | Elijah Aron          |
| 53         | 4         | BoJack, der Feminist              | BoJack the Feminist      | 14. Sep. 2018              | 14. Sep. 2018                                  | Anne Walker Farrell | Nick Adams           |
| 54         | 5         | Die Geschichte von Amelia Earhart | The Amelia Earhart Story | 14. Sep. 2018              | 14. Sep. 2018                                  | Adam Parton         | Joe Lawson           |
| 55         | 6         | Kostenloser Churro                | Free Churro              | 14. Sep. 2018              | 14. Sep. 2018                                  | Amy Winfrey         | Raphael Bob-Waksberg |
| 56         | 7         | Innen, U                          | INT. SUB                 | 14. Sep. 2018              | 14. Sep. 2018                                  | Aaron Long          | Alison Tafel         |
| 57         | 8         | Mr. Peanutbutters Freundinnen     | Mr. Peanutbutter's Boos  | 14. Sep. 2018              | 14. Sep. 2018                                  | Anne Walker Farrell | Kelly Galuska        |
| 58         | 9         | Längst Geschichte                 | Ancient History          | 14. Sep. 2018              | 14. Sep. 2018                                  | Peter Merryman      | Rachel Kaplan        |
| 59         | 10        | Traumtänzer                       | Head in the Clouds       | 14. Sep. 2018              | 14. Sep. 2018                                  | Amy Winfrey         | Peter A. Knight      |
| 60         | 11        | Die Serie muss enden              | The Showstopper          | 14. Sep. 2018              | 14. Sep. 2018                                  | Aaron Long          | Elijah Aron          |
| 61         | 12        | Die beendete Serie                | The Stopped Show         | 14. Sep. 2018              | 14. Sep. 2018                                  | Anne Walker Farrell | Joanna Calo          |

## Staffel 6
Die sechste Staffel besteht aus zwei Blöcken zu je acht Folgen. Die ersten acht Folgen wurden am 25. Oktober 2019 weltweit auf Netflix veröffentlicht, die restlichen Folgen wurden am 31. Januar 2020 veröffentlicht.
| Nr. (ges.) | Nr. (St.) | Deutscher Titel                      | Originaltitel                               | Erstveröffentlichung (USA) | Deutschsprachige Erstveröffentlichung (D/A/CH) | Regie          | Drehbuch             |
| ---------- | --------- | ------------------------------------ | ------------------------------------------- | -------------------------- | ---------------------------------------------- | -------------- | -------------------- |
| Teil 1     |           |                                      |                                             |                            |                                                |                |                      |
| 62         | 1         | Kommt ein Pferd in die Entzugsklinik | A Horse Walks into a Rehab                  | 25. Okt. 2019              | 25. Okt. 2019                                  | Peter Merryman | Elijah Aron          |
| 63         | 2         | Der neue Klient                      | The New Client                              | 25. Okt. 2019              | 25. Okt. 2019                                  | Amy Winfrey    | Nick Adams           |
| 64         | 3         | Wohlfühlgeschichte                   | Feel-Good Story                             | 25. Okt. 2019              | 25. Okt. 2019                                  | Mollie Helms   | Alison Tafel         |
| 65         | 4         | Überraschung                         | Surprise!                                   | 25. Okt. 2019              | 25. Okt. 2019                                  | Adam Parton    | Peter A. Knight      |
| 66         | 5         | Bleiben Sie hier                     | A Little Uneven, Is All                     | 25. Okt. 2019              | 25. Okt. 2019                                  | Peter Merryman | Rachel Kaplan        |
| 67         | 6         | Das geht an die Nieren               | The Kidney Stays in the Picture             | 25. Okt. 2019              | 25. Okt. 2019                                  | Mollie Helms   | Minhal Baig          |
| 68         | 7         | Das Gesicht der Depression           | The Face of Depression                      | 25. Okt. 2019              | 25. Okt. 2019                                  | Aaron Long     | Shauna McGarry       |
| 69         | 8         | Auf die Schnelle, während er weg ist | A Quick One, While He's Away                | 25. Okt. 2019              | 25. Okt. 2019                                  | Amy Winfrey    | Raphael Bob-Waksberg |
| Teil 2     |           |                                      |                                             |                            |                                                |                |                      |
| 70         | 9         | Szenenstudien bei Bojack Horseman    | Intermediate Scene Study w/ BoJack Horseman | 31. Jan. 2020              | 31. Jan. 2020                                  | Adam Parton    | Joe Lawson           |
| 71         | 10        | Gute Verletzungen                    | Good Damage                                 | 31. Jan. 2020              | 31. Jan. 2020                                  | James Bowman   | Joanna Calo          |
| 72         | 11        | Die versenkten Kosten                | Sunk Cost and All That                      | 31. Jan. 2020              | 31. Jan. 2020                                  | Amy Winfrey    | Jonny Sun            |
| 73         | 12        | Kopie von der Kopie                  | Xerox of a Xerox                            | 31. Jan. 2020              | 31. Jan. 2020                                  | Aaron Long     | Nick Adams           |
| 74         | 13        | Das geile Einhorn                    | The Horny Unicorn                           | 31. Jan. 2020              | 31. Jan. 2020                                  | Adam Parton    | Amy Schwartz         |
| 75         | 14        | Angela                               | Angela                                      | 31. Jan. 2020              | 31. Jan. 2020                                  | James Bowman   | Shauna McGarry       |
| 76         | 15        | Halb von unten gesehen               | The View from Halfway Down                  | 31. Jan. 2020              | 31. Jan. 2020                                  | Amy Winfrey    | Alison Tafel         |
| 77         | 16        | Die Zeit war schön                   | Nice While It Lasted                        | 31. Jan. 2020              | 31. Jan. 2020                                  | Aaron Long     | Raphael Bob-Waksberg |